# Thiolate

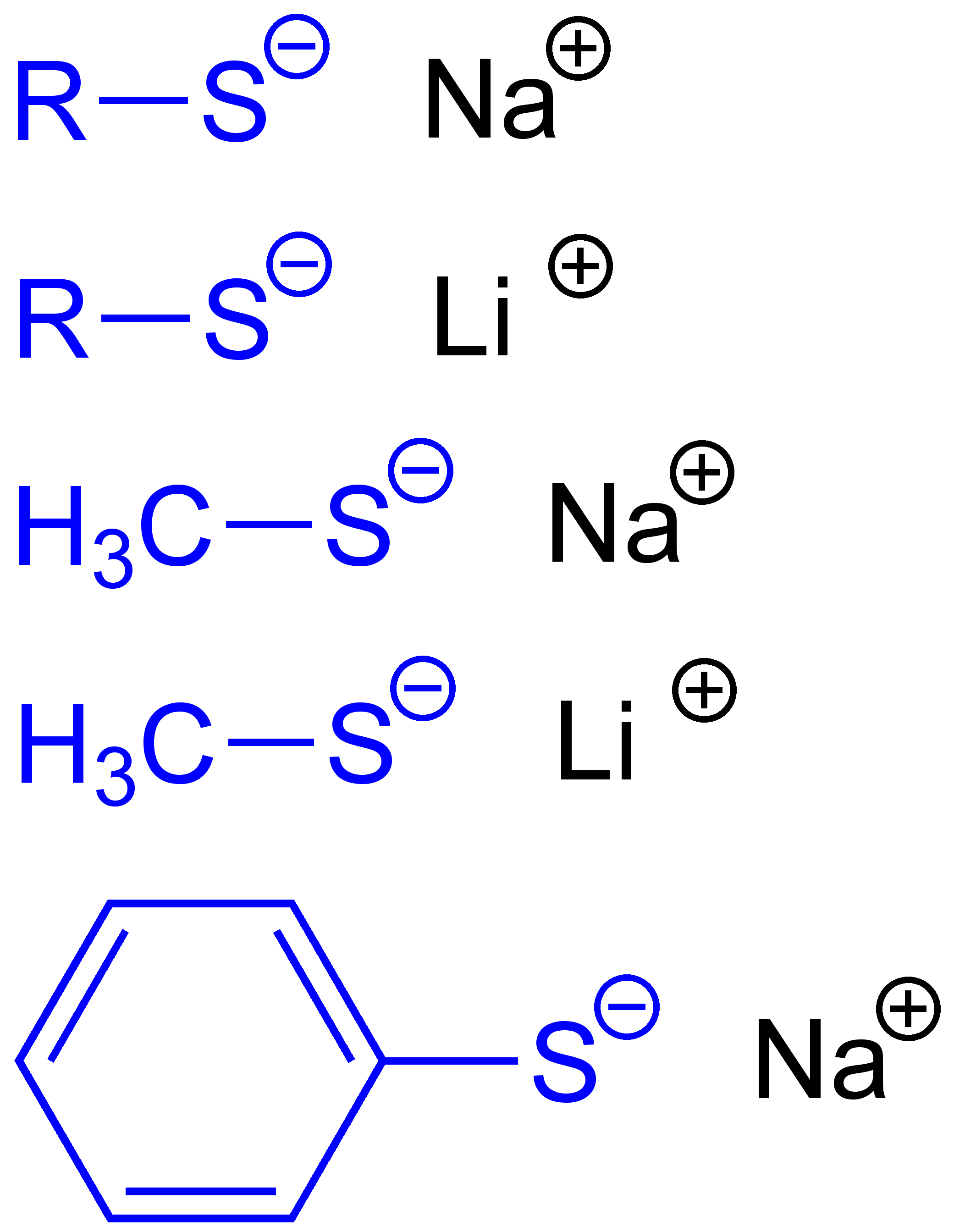
Thiolate von oben nach unten: Allgemeine Formel eines Natriumthiolates und eines Lithiumthiolates. Formel von Natriumthiomethylat, Lithiumthiomethylat und Natriumthiophenolat. Das Thioalkoholat-Anion ist blau gekennzeichnet. R ist ein Organyl-Rest (Alkyl-Rest, Aryl-Rest, Alkenyl-Rest, Alkylaryl-Rest etc.).

Thiolate (veraltet auch Thioalkoholate oder Mercaptide genannt) sind in der Chemie Salze aus Metallkationen und Thiolatanionen, also Anionen mit Schwefel, der an organische Reste gebunden ist. Die allgemeine Formel lautet (RS)nMe (R = Rest, S = Schwefel, Me = Metallion; n entspricht der Wertigkeit dieses Metallions). Thiolationen entstehen durch Deprotonierung aus Thiolen (Thioalkoholen, Mercaptanen). Es handelt sich demnach um die Schwefelanaloga der Alkoholate.

## Darstellung
Thiolate können durch Reaktion von elementaren Alkalimetallen mit Thioalkoholen (Thiole) synthetisiert werden. Dabei können auch andere Basen, wie beispielsweise Natriumamid eingesetzt werden. Selbst in wässrigem Milieu können Thiolate hergestellt werden, da das Hydroxidion ausreichend basisch ist, um die Thiolgruppe zu deprotonieren und so Alkalihydroxide mit Thioalkoholen umgesetzt werden. Beispielsweise entsteht Natriumthiophenolat durch Einwirkung von Natronlauge auf Thiophenol:

## Eigenschaften
In reiner Form sind Thiolate stark basische hygroskopische Feststoffe, ziehen also aus der Luft Feuchtigkeit (Wasser) an und zerfließen allmählich. Sie sind gegen Wasser beständiger als die Alkoholate. Blei(II)- und Quecksilber(II)-thiolate sind schwer löslich und wie andere Schwermetallcaptide kovalente Verbindungen.

## Verwendung und Reaktionen
Thiolate finden Anwendung in der Synthese von Thioethern (Sulfiden, R-S-R). Dabei wird (analog zur Williamson-Ethersynthese) in einer nucleophilen Substitution ein Halogenalkan mit einem Thiolat umgesetzt.

## Analytischer Nachweis
Durch die Umsetzung von Thiolaten mit 1-Chlor-2,4-dinitrobenzol erhält man die entsprechenden 2,4-Dinitrophenylsulfide mit einem oft charakteristischen Schmelzpunkt: